# Инокума, Исао
Исао Инокума (яп. 猪熊 功 Инокума Исао,  4 февраля 1938, Йокосуке, префектура Канагава региона Канто Япония — 28 сентября 2001, Токио, Япония) — японский дзюдоист, чемпион Олимпийских игр, чемпион мира, чемпион и призёр Японии по дзюдо.

## Биография
Родился в Йокосуке в 1938 году, начал заниматься дзюдо в пятнадцатилетнем возрасте, стремясь стать новым Сансиро Сугатой, персонажем одноимённой книги и фильма «Гений дзюдо» . В детстве, по его собственным словам, был болезненным ребёнком и не обладал крепким телосложением. В довершение, он не был достаточно ловким и подвижным. Со временем он научился бороться, отточив сначала бросок через спину с захватом руки на плечо (иппон сэои-нагэ), а затем и переднюю подножку (таи-отоси).. Эти приёмы он использовал в своей коронной комбинации, в которой он сначала пытался провести бросок через спину, а при неудаче приседал ниже и переходил на переднюю подножку.
Окончив школу, продолжил обучение в Токийском университете образования (ныне университет Цукуба) в Цукубе, продолжая занятия дзюдо. В 1959 году победил на чемпионате Японии в 21-летнем возрасте, став первым в истории студентом, добившимся такого успеха. В 1960 и 1961 годах в финале проигрывал своему другу Акио Каминаге. Чемпионат Японии 1962 года борец пропустил ввиду травмы. В 1963 году снова стал чемпионом Японии. Перед Олимпиадой победил на международном турнире в Москве
Представлял Японию на Летних Олимпийских играх 1964 года в Токио, в категории свыше 80 килограммов. В его категории боролись 14 дзюдоистов (должно было быть 15). Соревнования велись по круговой системе в группах и затем по олимпийской системе. Борцы были разделены на пять групп по три человека в каждой. Победители трёх групп выходили сразу в полуфинал, ещё два борца боролись в одном четвертьфинале.
В первой схватке Исао Инокума без сложностей победил Мигеля Анхела Каселла (Аргентина), а второй соперник Тек Би Анг (Малайзия) по каким-то причинам не принимал участия в соревнованиях. В четвертьфинале Исао Инокума, производя удержание, заставил сдаться Ким Ён Дая из Кореи. В полуфинале Исао Инокума боролся с Анзором Кикнадзе. В 1961 году Кикнадзе уже встречался с Инокумой и победил его болевым приёмом на локоть, используя технику самбо. На этот раз Инокума постарался не дать сопернику ни одного шанса перевести борьбу в партер, и на пятой минуте схватки провёл переднюю подножку (таи-отоси). Финальная схватка с гораздо более тяжёлым канадцем Дугом Роджерсом (который до Олимпийских игр тренировался в Японии вместе с Исао Инокумой) проходила без приёмов, оба борца неоднократно предупреждались за пассивность, судья угрожал обоих оставить без медалей, дисквалифицировав борцов. Однако, по решению судей победу отдали всё-таки Исао Инокуме, как более активному.
В 1965 году на чемпионате мира в Рио-де-Жанейро завоевал титул чемпиона мира. Исао Инокума приехал туда в надежде встретиться с голландским гигантом, чемпионом Олимпийских игр Антоном Гесинком, для чего заявился в абсолютной категории. Но Антон Гесинк неожиданно заявился в категории свыше 80 килограммов, и спортсмены так и не встретились. После этого чемпионата Инокума заявил об уходе из большого спорта, объяснив это потерей мотивации.
Автор нескольких книг и публикаций, посвящённых дзюдо. После окончания карьеры был советником Международной федерации дзюдо, тренером в университете Токай (занимал также пост профессора физического воспитания), тренировал в том числе прославленного Ясухиро Ямаситу.
В 1966 году Исао Инокума подал в отставку со своего поста, который он занимал в токийском Департаменте полиции, и вошёл в число топ-менеджеров строительной компании Tokai Kensetsu, в 1993 году стал её генеральным директором.
28 сентября 2001 года покончил жизнь самоубийством посредством харакири в связи с критическим финансовым положением в управляемой им фирме.